# ГИС ИНТЕГРО
ГИС Интегро — российская геоинформационная система, ориентированная на решение задач исследования природных ресурсов и охраны окружающей среды.
Создана в лаборатории геоинформатики ВНИИгеосистем Федерального агентства по недропользованию (Роснедра) Министерства природных ресурсов и экологии Российской Федерации (Минприроды России).

## Использование
С использованием ГИС Интегро «Геофизика» проведены работы:
- Структурно-тектоническое районирование территорий по комплексу геолого-геофизических данных (Урал, Якутия, Ростовская обл.)
- Комплексная обработка и интерпретация геолого- геофизических данных по региональным профилям 1-ЕВ(Европейская часть России), 1-СБ, 2-СБ , 3-СБ (Сибирь) и 2-ДВ (Дальний Восток).
- Прогноз минерагенически перспективных областей по результатам комплексной обработки и интерпретации данных на опорных геофизических профилях Европейской части России, Сибири и Дальнего Востока.
- Оценка нефтегазоносности по комплексу геолого- геофизических данных (Бразилия)
- Построение по геолого-геофизическим данным трёхмерной модели глубинного строения Печенгского рудного района (Кольский полуостров)

### Области применения ГИС
- Геодезия, география, картография
- Телекоммуникации
- Нефть и газ
- Водные ресурсы
- Экология
- Транспорт
- Бизнес
- Землеустройство
- МЧС
- МВД

### Инструменты
Удобный интерфейс, позволяющий работать в «привычной» для геолога среде, включает широкий набор инструментов для визуализации, обработки и оформления геоданных:
- совместная визуализация данных различной пространственной локализации (скважина — разрез — карта — объем)
- позиционирование и синхронизация курсоров в нескольких окнах
- векторизация по растру в полуавтоматическом режиме
- объектное редактирование с поддержкой внутри- и межслойной топологии
- подбор проекции, привязка растров, проектирование «на лету»
- встроенный макроязык программирования для формирования собственных алгоритмов и пакетов обработки
- использование шаблонов эталонных условных обозначений.

### Аналитический аппарат
Набор алгоритмов и инструментальных функций для проведения математической, вероятностно-статистической и эвристической обработки данных, обеспечивающих:
- структурный, текстурный и морфологический анализ полей и изображений
- формальный анализ качества данных на полноту и непротиворечивость
- распознавание образов и районирование по набору пространственных характеристик.

### Программно-технологическое обеспечение
Программно-технологическое обеспечение в системе исследований «Космос-Воздух-Земля-Скважина»:
- возможность интеграции всех видов информации о земной поверхности и недрах
- удобный интерфейс, позволяющий работать в привычной для специалиста-предметника среде
- развитые средства электронной картографии, аналитической обработки и 3D моделирования
- готовые технологические комплексы для решения прикладных задач геологического изучения недр.

### Готовые технологии
Специально разработанные программно-технологические комплексы, настроенные на решение конкретных тематических задач:
- обработка геолого-геофизических данных
- геологическое картопостроение
- прогноз полезных ископаемых
- оценка и подсчет запасов месторождений.

### Поддержка форматов и обмен данными
- обмен данными с основными российскими и зарубежными геоинформационными системами и специализированными программными пакетами (ArcView GIS, ГИС ПАРК, Surfer, AutoCad, ….).
- поддержка распространенных векторных и растровых форматов (shp, dxf, gen, wmf, bmp, tif, grd, Arc/Info Grid).
- подключение к любым базам данных посредством ODBC-соединения.

## ГИС Интегро «Геофизика»
ГИС Интегро «Геофизика» — обработка и интерпретация геолого-геофизических данных.
Геофизический модуль предназначен для решения задач картирования, построения геологических разрезов, изучения глубинного строения, изучения признакового пространства для комплексного прогноза
Реализованные технологии:
- Комплексного анализа геофизических полей для решения задач геокартирования и районирования.
- Комплексной интерпретации геолого-геофизических данных на региональных профилях.
- Расчет прогнозных характеристик полей.
- Построение 2D-3D моделей геосреды при изучении глубинного строения земной коры.
- Построение геологических разрезов при ГДП-200.

Геофизический модуль включает следующие операции:
- Аналитические преобразования (трансформации) — расчет трансформаций по потенциальным полям для разделения полей, выделения и локализации аномалообразующих объектов;
- Статистика в выборках — расчет характеристик в скользящих окнах для разделения полей на составляющие, формирования признакового пространства при решении классификационных и прогнозных задач;
- Описание объектов — расчет структурных характеристик с целью выделения областей, отличающихся морфологией поля, и для прослеживания линейных элементов;
- Определение взаимосвязи — определяется теснота взаимосвязи между полями;
- Анализ — для спектрально-корреляционного анализа поля;
- Фильтрация — профильная и площадная фильтрация для разделения полей на компоненты;
- Обнаружение — позволяет обнаруживать слабые аномалии, сопоставимые по интенсивности со случайными помехами различной природы;
- Моделирование — решение прямых и обратных задач грави-магниторазведки, решение задач неформализованного и формализованного подбора.

Геофизический модуль оперирует с данными различных методов:
- Гравитационными
- Магнитными
- Электроразведочными
- Сейсмическим

### Методика автоматизированного построения
Методика автоматизированного построения полотна геологической карты по крупномасштабным источникам
 (недоступная ссылка)